# Kleinschlepper S1

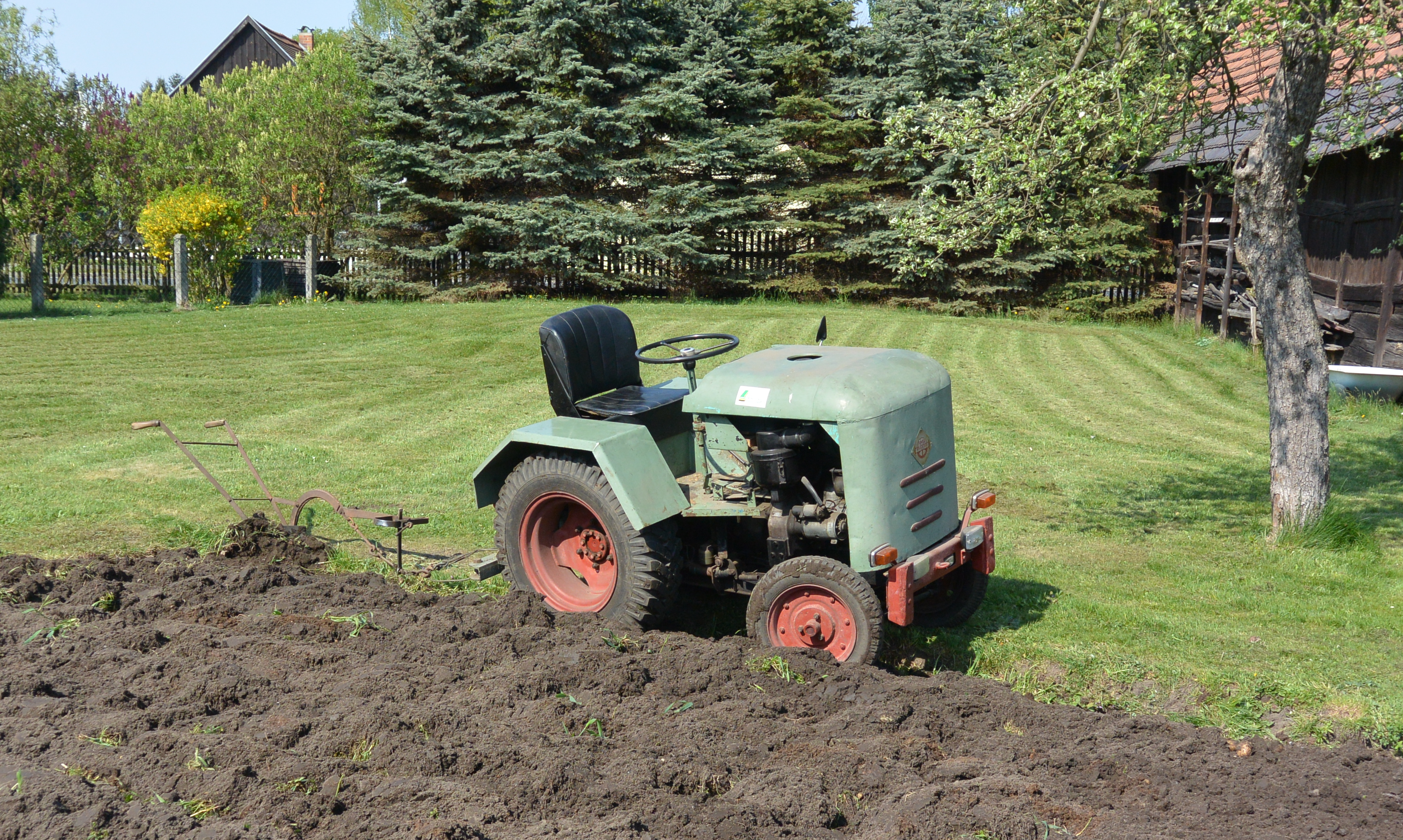
Kleintraktor BMA S1 mit Ein-Schar-Pferdepflug

Der Kleinschlepper S1 wurde von der Brandiser Maschinen- und Apparatebau KG (BMA) ab 1961 in Brandis (Bezirk Leipzig, DDR) produziert. Entwickelt wurde er für innerbetriebliche Transportarbeiten in Industrie und Landwirtschaft auf festen Straßen.
Die Kleinschlepper S1 und S1a standen am Beginn des Schlepperbaus bei BMA, welcher mit den Kleinschleppern DFZ 322 und DFZ 632 weitergeführt wurde.

## Konstruktion
Der Kleinschlepper S1 ist auf einem Kastenrahmen aufgebaut. Sein luftgekühlter Einzylinder-Viertakt-Dieselmotor kam von den Zittauer Robur-Werken (Typ: 1 NVD 12,5/9 SL). Das ebenfalls von Robur stammende Getriebe ist ein Schieberadgetriebe mit drei Vorwärtsgängen und einem Rückwärtsgang. Der S1 hat Hinterradantrieb. Das Fahrwerk ist ungefedert, die vordere Achse ist als Pendelachse ausgeführt. Eine hydraulische Anlage gibt es nicht, jedoch werden die Trommelbremsen an den Hinterrädern per Pedal hydraulisch betätigt. Die Feststellbremse wirkt über Seilzug ebenfalls auf die hinteren Räder. Der Kleinschlepper hat keinen Tacho und erreicht ca. 25 km/h. Es gab eine Ausführung mit einem einfachen festen Dach. Das Fahrzeug ist nicht für den öffentlichen Straßenverkehr zugelassen.

### Technische Daten
- Länge: 2120 mm
- Breite: 800 mm
- Höhe: 1330 mm
- Radstand: 1200 mm
- Gewicht: 720 kg